# Глостершир (аэропорт)
Глостершир (англ. Gloucestershire Airport) (ИАТА: GLO, ИКАО: EGBJ), ранее известный как Аэропорт Ставертон (англ. Staverton Airport) — аэропорт, расположен в городе Ставертон, Глостершир, Англия, между городами Глостер и Челтенхем, рядом с шоссе M5. Это крупнейший аэродром общей авиации в Глостершире. Аэропорт находится в 6 км от центра города. Почтовый адрес: Gloucestershire Airport Limited, Staverton, Cheltenham, Gloucestershire GL51 6SR, UK Аэропорт обслуживает частные чартерные рейсы, главным образом на Джерси и Гернси, а авиакомпания Manx2 также осуществляет регулярные рейсы из аэропорта.

## Услуги и инфраструктура
Большая часть рейсов в и из аэропорта — с деловыми целями, однако есть также большая программа внутренних рейсов, региональных рейсов, и обучения пилотов. Чтобы пройти регистрацию на рейс в аэропорту, понадобятся билет и паспорт. Если пассажир купил электронный билет, для регистрации и посадки в самолет ему будет нужен только паспорт.)
В аэропорту находится ряд лётных школ, в том числе специализированные для обучения пилотов самолёта и вертолёта.
Карты аэропорта можно найти на Manx2 Destinations, а также на GloucestershireAirport.co.uk
В аэропорту находится магазин для пилотов The Aviator, ресторан и бар.
Manx2 использует в рекламе название «Аэропорт Глостер (M5)» (англ. Gloucester (M5) Airport).

## Авиакомпании
- Manx2 (Белфаст-Сили, Остров Мэн, Джерси)

## Статистика
Данные из запроса в Викиданные.

## Планы развития
Планируется расширение аэропорта Глостершир, в частности планируется увеличение взлётно-посадочной полосы. Эти планы воспринимаются неоднозначно среди местных жителей и властями. Главным аргументом протестующих против расширения аэропорта является увеличение концентрации СО2.